# Liparis (zoologia)

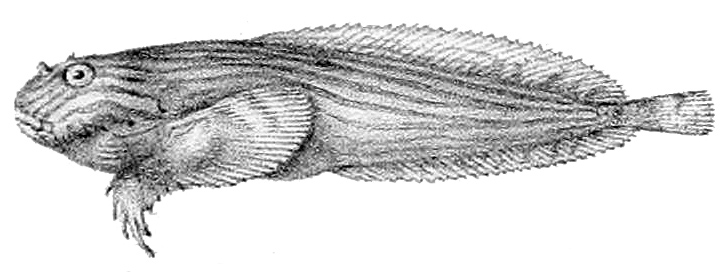
Liparis liparis

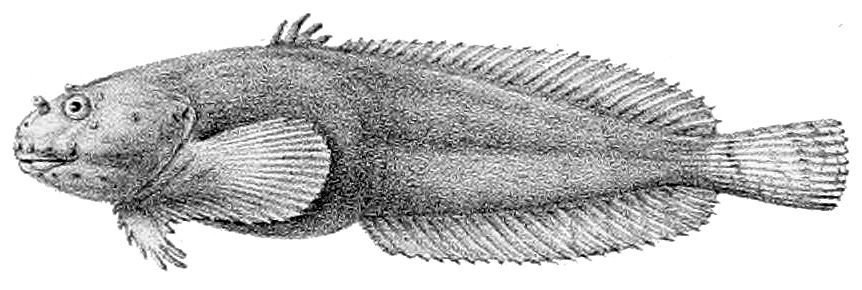
Liparis montagui

Liparis è un genere di pesci ossei marini appartenenti alla famiglia Liparidae.

## Distribuzione e habitat
I Liparis si trovano nell'emisfero settentrionale (solo L. antarcticus vive nell'emisfero Australe, in Cile), prevalentemente a latitudini settentrionali e in acque fredde sebbene poche specie siano presenti anche in acque tropicali. Sono particolarmente comuni e differenziati nell'Oceano Pacifico settentrionale. Non si trovano nel mar Mediterraneo; Liparis liparis e Liparis montagui sono comuni nel mar del Nord e nell'Oceano Atlantico settentrionale europeo.
Vivono di solito in acque basse e nelle pozze di marea.

## Specie
- Liparis adiastolus
- Liparis agassizii
- Liparis alboventer
- Liparis antarcticus
- Liparis atlanticus
- Liparis bikunin
- Liparis brashnikovi
- Liparis bristolensis
- Liparis burkei
- Liparis callyodon
- Liparis catharus
- Liparis chefuensis
- Liparis coheni
- Liparis curilensis
- Liparis cyclopus
- Liparis dennyi
- Liparis dubius
- Liparis dulkeiti
- Liparis eos
- Liparis fabricii
- Liparis fishelsoni
- Liparis florae
- Liparis frenatus
- Liparis fucensis
- Liparis gibbus
- Liparis grebnitzkii
- Liparis greeni
- Liparis inquilinus
- Liparis kusnetzovi
- Liparis kussakini
- Liparis latifrons
- Liparis liparis
- Liparis maculatus
- Liparis marmoratus
- Liparis mednius
- Liparis megacephalus
- Liparis micraspidophorus
- Liparis miostomus
- Liparis montagui
- Liparis mucosus
- Liparis newmani
- Liparis ochotensis
- Liparis owstoni
- Liparis petschiliensis
- Liparis pravdini
- Liparis pulchellus
- Liparis punctatus
- Liparis punctulatus
- Liparis rhodosoma
- Liparis rotundirostris
- Liparis rutteri
- Liparis schantarensis
- Liparis schmidti
- Liparis tanakae
- Liparis tartaricus
- Liparis tessellatus
- Liparis tunicatiformis
- Liparis tunicatus
- Liparis zonatus[1]